# Amarysius minax
Amarysius minax är en skalbaggsart som beskrevs av Holzschuh 1998. Amarysius minax ingår i släktet Amarysius och familjen långhorningar. Inga underarter finns listade i Catalogue of Life.